# Norrtälje (commune)
La commune de Norrtälje est une commune suédoise du comté de Stockholm. 66 113 personnes y vivent. Son chef-lieu se situe à Norrtälje.

## Géographie
Norrtälje est la plus grande commune du comté de Stockholm et elle est située dans la partie orientale de la région de l'Uppland. 
La commune est bordée par la mer d'Åland à l'est, où le Norrtäljeån se jette à l'ouest. 
Au sud, la commune de Norrtälje borde la commune d'Österåker et la commune de Vallentuna et au sud-ouest la commune de Sigtuna, toutes situées dans le comté de Stockholm. 
À l'ouest, la municipalité borde la commune de Knivsta, la commune d'Uppsala et la commune d'Östhammar dans le comté d'Uppsala. 
Dans l'ile de Märket de la mer d'Åland, la commune partage une frontière terrestre avec la commune d'Hammarland dans la région d'Åland en Finlande.

## Population
| 1950   | 1955   | 1960   | 1965   | 1970   | 1975   |
| ------ | ------ | ------ | ------ | ------ | ------ |
| 36 933 | 36 559 | 36 112 | 36 927 | 38 238 | 39 193 |

| 1980   | 1985   | 1990   | 1995   | 2000   | 2005   |
| ------ | ------ | ------ | ------ | ------ | ------ |
| 40 842 | 42 204 | 46 165 | 50 295 | 52 611 | 54 596 |

| 2010   | 2015   | 2020   | - | - | - |
| ------ | ------ | ------ | - | - | - |
| 56 080 | 58 669 | 63 673 | - | - | - |

## Divisions administratives

### Districts
Depuis 2016, la commune est divisée en 26 districts :
| Les 26 districts de la commune de Norrtälje | Carte |
| --- | ----- |
| - Björkö-Arholma - Blidö - Edebo - Edsbro - Estuna - Fasterna - Frötuna - Gottröra - Husby-Sjuhundra - Häverö - Lohärad - Länna - Malsta - Norrtälje - Närtuna - Riala - Rimbo - Roslags-Bro - Rådmansö - Rö - Singö - Skederid - Söderby-Karl - Ununge - Väddö - Vätö |       |

### Conurbations
En 2021, 66,4 pour cent des habitants de la commune vivaient dans l'une des zones urbaines de la commune, ce qui était inférieur au chiffre correspondant du pays où la moyenne était de 87,6 pour cent.
Lors de la délimitation des zones urbaines de Statistique Suède en 2020, il y avait 27 zones urbaines dans la municipalité de Norrtälje.
Selon la municipalité de Norrtälje, la population des zones urbaines en décembre 2022 est la suivante :
| N° | Localité            | Habitants |
| -- | ------------------- | --------- |
| 1  | Norrtälje           | 23 148    |
| 2  | Rimbo               | 5 251     |
| 3  | Hallstavik          | 4 666     |
| 4  | Älmsta              | 1 539     |
| 5  | Hästängen           | 749       |
| 6  | Bergshamra          | 664       |
| 7  | Gräddö              | 632       |
| 8  | Edsbro              | 585       |
| 9  | Svanberga           | 580       |
| 10 | Spillersboda        | 499       |
| 11 | Södersvik           | 453       |
| 12 | Rånäs               | 443       |
| 13 | Grisslehamn         | 389       |
| 14 | Riala               | 368       |
| 15 | Sättra              | 339       |
| 16 | Björnö och Björknäs | 338       |
| 17 | Herräng             | 324       |
| 18 | Tranvik             | 318       |
| 19 | Söderby-Karl        | 309       |
| 20 | Blidö               | 289       |
| 21 | Nysättra            | 282       |
| 22 | Finsta              | 235       |
| 23 | Hysingsvik          | 230       |
| 24 | Malsta              | 229       |
| 25 | Skebobruk           | 225       |
| 26 | Oxhalsö             | 223       |
| 27 | Husby-Sjuhundra     | 212       |

| Carte |
| ----- |
|       |

## Économie
Au début des années 2020, la plupart des emplois de la municipalité sont dans le secteur public, avec des employeurs tels que la municipalité et l'établissement correctionnel de Norrtälje. Viennent ensuite le secteur public, l'industrie manufacturière ainsi que le commerce des marchandises et l'industrie de la restauration et de l'hôtellerie.
La plus grande industrie manufacturière était l'usine de papier Holmen Paper AB à Hallstavik.
D'autres grandes entreprises sont Textilia Tvätt & Textilservice AB et Contiga AB, spécialisée dans les structures en acier et en béton.

## Transports
Norrtälje est située à environ 75 km au nord-est du centre de Stockholm. 
Dans le sens est-ouest, la commune est traversée par la route européenne 18 , depuis Norrtälje et au nord s'étend la route nationale 76, à l'ouest la route nationale 77 et jusqu'à la route comtale sud 276. 
À Rimbo, la route nationale 77 est traversée par la route comtale 280 dans le sens nord-sud. 
Cette dernière est reliée à la route nationale 76 par la route comtale 282. 
Depuis la route nationale 76, la route comtale 283 bifurque vers le nord-est en direction de Grisslehamn. 
Depuis la route départementale 276, la route comtale 278 tourne vers l'est en direction de Furusund.
Depuis Kapellskär, il existe un service de traversiers de DFDS Seaways vers Paldiski en Estonie, Naantali en Finlande et Mariehamn à Åland.
Les principales lignes de bus vers Norrtälje comprennent les lignes 620 et 621 depuis Åkersberga, 639 depuis Stockholm et Östhammar, 647 depuis l'aéroport de Stockholm-Arlanda et 676 depuis Stockholm.

## Jumelages
| Ville | Ville                    | Pays | Pays     |
| ----- | ------------------------ | ---- | -------- |
|       | Kärdla City (d)          |      | Estonie  |
|       | Paldiski City (d)        |      | Estonie  |
|       | Pskov                    |      | Russie   |
|       | Sicaya Municipality (en) |      | Bolivie  |
|       | Vihti                    |      | Finlande |